# Puente Sebara Dildiy
El puente Sebara Dildiy (amárico: ሰበረ ድልድይ seberi dilidī, 'Puente Roto'), es un puente de arcos múltiples de mampostería de piedra de Etiopía que atraviesa el Nilo Azul. Fue construido en tiempo del emperador Fasilides por descendientes de portugueses a mediados del siglo XVII (c. 1660). Está ubicado al noreste de Mota en la Zona Gojjam Oriental de la región de Amhara. El puente tiene 60 m de largo y 4 m de ancho.
Conocido antiguamente como puente portugués  o puente Fasil. Debido a lo estratégico de su ubicación ha sido destruido y reconstruido en varios momentos, siendo su última destrucción durante la Segunda Guerra Mundial y la reconstrucción en tiempos recientes por una iniciativa de «Bridges to Prosperity».

## Historia

### Edad Moderna
A mediados del siglo XVII (c. 1660), el puente fue construido por orden del emperador Fasilides. Este fue construido entre las regiones de Gonder y Gojjam con el fin de favorecer el comercio entre ambas regiones. Este puente fue construido por los descendientes de los soldados portugueses que ayudaron a Etiopía a contra Adal. Para esto usaron piedra, arena, cal y clara de huevo. Para esto se valieron de mortero de cal, innovación traída de la India en 1621. Manuel de Almeida indica que «descubrió una especie de piedra fina, ligera como comida por los gusanos». Este proceso es similar a la técnica usada en la fabricación de cal en Guyarat. Esta innovación fue valorada por el emperador y los canteros locales. Fasilides aprovecharía esta técnica para construir siete puentes de piedra, siendo el más notable el Sebara Dildiy.
El arco central fue retirado durante el periodo etíope de jueces (1769-1855), un periodo en el que surgieron múltiples caudillos que peleaban por controlar Etiopía, por orden de un señor de la guerra local para detener una invasión inminente. A pesar de los daños, Charles Tilstone Beke relató que todavía era utilizado por los comerciantes nativos, quienes «mediante cuerdas tendidas a lo largo del espacio abierto, logran pasar con sus mercancías de un lado a otro, sin entrar, en el río».

### Edad Contemporánea
En 1908, el emperador Menelik II ordenó su reconstrucción y también añadió una imponente entrada en el lado sur del puente, que presentaba un panel de cemento que conmemoraba su obra.

#### Destrucción del puente

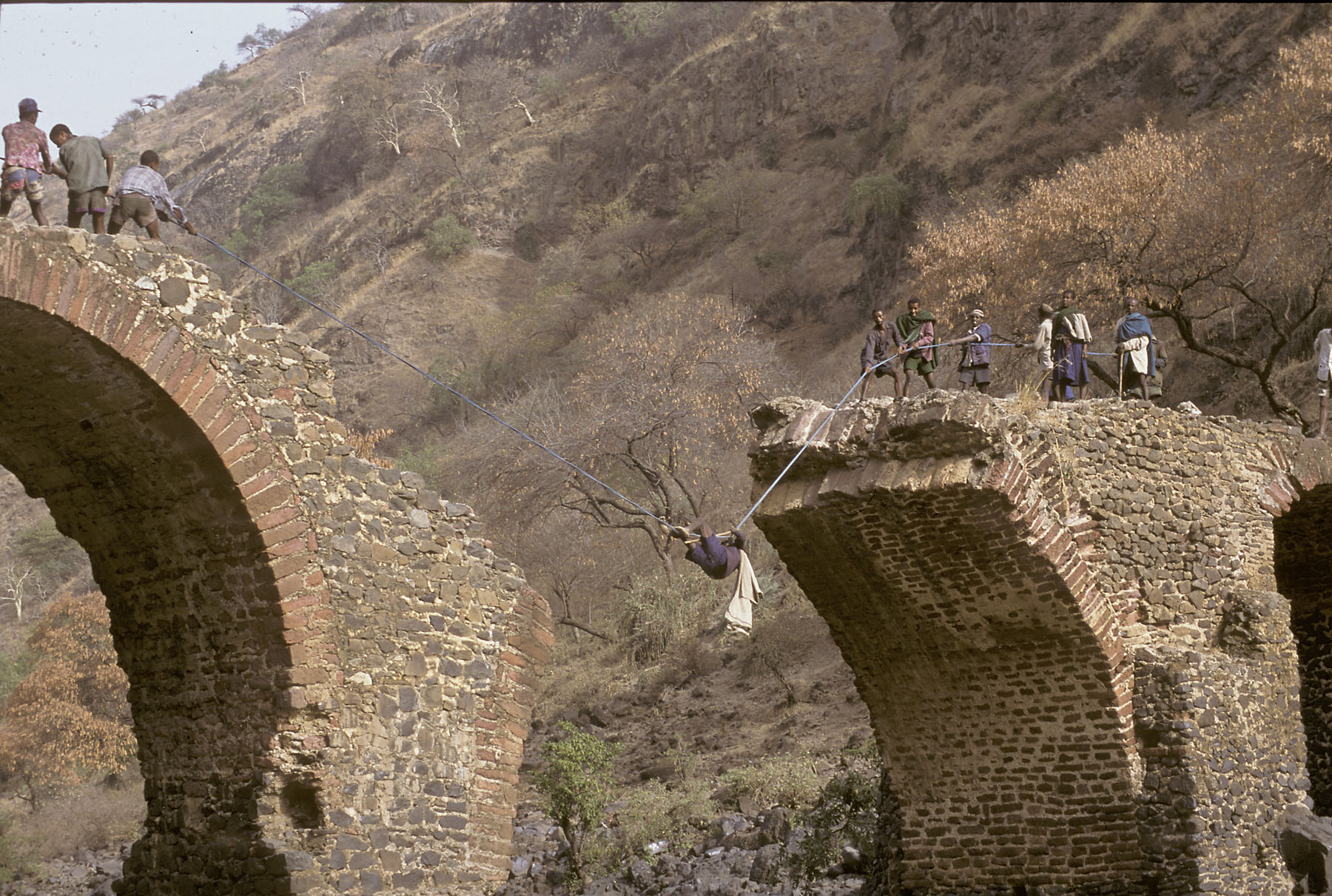
Puente Sebara Dildiy roto, siendo pasado por medio de una cuerda

Hay dos versiones que adjudican la destrucción del puente, una a los que resistían contra los italianos, otra, a que la destruyeron los italianos.
- En octubre de ese 1935, Mussolini invadió Etiopía. En las tierras altas rurales, los combatientes de la resistencia etíope en las aldeas que rodean Sebara Dildiy se unieron. No pudieron derrotar a los italianos, pero sí frenarlos. Debido a que el siguiente cruce más cercano al puente Sebara Dildiy estaba a casi 100 millas de distancia, 50 etíopes fueron al puente y, utilizando sus herramientas agrícolas cincelaron entre los arcos centrales. El tramo colapsó, algunos de los que rompieron el puente cayeron al río y murieron. Los italianos cruzaron el puente balanceándose en una cuerda. Los italianos ocuparon la región hasta que Gran Bretaña acudió en ayuda de Etiopía al comienzo de la Segunda Guerra Mundial.[7]
- El puente fue destruido el 29 de abril de 1941 por soldados italianos en retirada durante la Campaña de África Oriental . A principios de abril de 1941, la Fuerza Gideon atacó la guarnición italiana en Bahir Dar, el coronel Saverio Maraventano y su guarnición de 8.000 hombres se vieron obligados a retirarse. Después de cruzar el río Abay, derribaron el puente de piedra que servía de cruce. La destrucción del puente se menciona en la autobiografía de Haile Selassie: "Los italianos también destruyeron el puente sobre el río Abay y los escombros en el agua nos dificultaron el cruce. Sin embargo, como habíamos superado la mayor dificultad, La destrucción del puente de Abay no podrá impedirnos en modo alguno continuar nuestro viaje." [11][12]

#### Reconstrucción del puente
Posteriormente no se llevaron a cabo reparaciones importantes; El cruce temporal se hacía sobre troncos de madera o con cuerdas. La falta de seguridad provocaba cinco muertes cada año. El puente fue reparado en febrero de 2002 por ingenieros de la organización filantrópica estadounidense Bridges to Prosperity. Según los informes, las reparaciones del puente Sebara Dildiy duraron hasta 2005. 
En 2009, 750 metros río abajo, se construyó un puente que se conecta a la red de carreteras del país 